# Nannopsittaca
Nannopsittaca é um género de papagaio da família Psittacidae.
Este género contém as seguintes espécies:
- Periquito-dos-tepuis, Nannopsittaca panychlora
- Periquito-da-amazônia, Nannopsittaca dachillae